# Campus del Ventura County Community College District
El Campus del Ventura County Community College District en inglés : Ventura County Community College District - Ventura College es un arboreto-jardín botánico de unos 112 acres (45 hectáreas) de extensión, en el campus del Ventura College, que se encuentra en Ventura, California. 
Su código de reconocimiento internacional como institución botánica (en el Botanical Gardens Conservation International BGCI), así como las siglas de su herbario es VENTU.

## Localización
Ventura County Community College District - Ventura College 4667 Telegraph Road Ventura Ventura County CA 93003 California, United States of America-Estados Unidos de América
Planos y vistas satelitales.34°16′39.36″N 119°13′54.12″O / 34.2776000, -119.2317000

## Historia
En 1955, el colegio se trasladó a su actual campus, una ladera de 112 acres en el este de Ventura - tan cerca del mar que hay una visión clara de las Islas del Canal desde varios lugares del campus. 
En 1962, los votantes del Condado de Ventura autorizaron la formación de un distrito de colegio comunitario independiente de cualquier entidad escolar pública.
En 1974, la universidad comenzó a ofrecer clases en Fillmore para servir a la población predominantemente hispana del "Río Santa Clara Valley". 
En 1980, el Campus Oriente (entonces conocido como el Centro Profesional Santa Paula) se trasladó a su ubicación actual en Dean Drive en Santa Paula. Además del Campus Oriente, el Colegio de Ventura utiliza actualmente las aulas del Fillmore High School, y de vez en cuando utiliza instalaciones en lugares de la comunidad.
El Colegio es un modelo nacional sobre cómo las instituciones de educación superior pueden combinar programas innovadores, apoyo a los estudiantes, y las tecnologías educativas ofreciendo nuevas oportunidades de aprendizaje.

## Colecciones de plantas
El campus del Ventura College muestra diversas especies de árboles y arbustos.
Además tiene cultivos de plantas de interés hortícola y para la agricultura.